# Lúcio Cornélio Balbo Maior
Lúcio Cornélio Balbo (em latim: Lucius Cornelius Balbus), dito Maior ou o Velho, foi um político da gente Cornélia da República Romana nomeado cônsul sufecto em 40 a.C. com Públio Canídio Crasso. Foi o primeiro cidadão romano não nascido na península Itálica a chegar ao cargo máximo da magistratura romana, o consulado.

## Origem

Região original dos turdetanos, onde ficava Gades (a moderna Cádis), terra-natal de Balbo e sua base de poder

Quando os romanos conquistaram a antiga cidade cartaginesa de Tartessos durante a Segunda Guerra Púnica, por volta de 211 a.C., Cástulo, e, em 207 a.C., Gades, os habitantes originais da Península Ibérica passaram para o jugo da República Romana. Em 197 a.C., a região se revoltou e só foi pacificada novamente quando o general Catão, o Velho chegou com novas legiões. Desde o pretorado de Tibério Semprônio Graco, em 179 a.C., nenhum problema novo foi reportado na região da Turdetânia.
Transformada na província da Hispânia Ulterior e, na época de Augusto, na província da Bética, era uma região muito importante para o comércio e para o exército romano. Desde esta época, se estabeleceram na região importantes redes comerciais por todo o Mediterrâneo, geralmente controladas por famílias de origem fenícia, como a família dos Balbos (cujo nome é uma variação de Baal, uma divindade fenícia).
A família parece ter alguma ligação especial com o templo de Hércules-Melcarte, o que reforça sua origem fenícia. Outros autores supõem que a família era de origem cartaginesa, comerciantes ricos que fugiram para Gades depois da Batalha de Zama.

## Guerra Sertoriana
Durante a guerra comandada pelo general Sertório (80–71 a.C.), Gades, incluindo os Balbos que lá moravam, se colocou do lado dos romanos, comandados por Metelo Pio, contra os populares de Sertório. Cornélio Balbo se aproveitou da oportunidade para ir à Lusitânia, onde estabeleceu importantes relações pessoais e mercantis. Além disto, estava presente nas batalhas de Turia e Sucro.
Quando Pompeu assumiu o comando do exército republicano, em 76 a.C., Balbo se juntou a ele e, pouco depois, obteve a cidadania romana, extensível à toda a sua família, um ato legalizado depois pela Lex Gellia Cornelia em 72 a.C. pelos cônsules Cneu Cornélio Lêntulo Clodiano e Lúcio Gélio Publícola. A concessão foi impugnada e, depois, defendida com sucesso por seu advogado e representante, Cícero. Balbo assumiu os nomes romanos "Cornélio" e "Lúcio" em homenagem aos cônsules que ratificaram a lei da cidadania. Uma outra tese defende que, com base nos nomes romanos escolhidos por ele e com base em suas cartas posteriores a Cícero, é possível que ambos os "Balbos", "o Velho" e "o Jovem", tenham obtido cidadania com o patrocínio de Lúcio Cornélio Lêntulo Crus, que, possivelmente, estava na região servindo como legado de Pompeu, entre 76 e 71 a.C.. Como Cornélio Crus nasceu pouco antes de 97 a.C., ele tinha entre 22 e 27 anos de idade na época.
No final da guerra contra Sertório, em 72 a.C., Balbo mudou-se para Roma e foi admitido na tribo Clustumina. Como trouxe uma grande riqueza de Gades e tinha o apoio de Pompeu, rapidamente se tornou uma pessoa de grande influência e importância na política romana. Pompeu revelou-lhe um grande favoritismo, o que ofendeu muitos nobres romanos, indignados com o fato de uma pessoa de Gades ter alcançado tal preferência. Balbo recebeu presentes de Pompeu, como a concessão de terras para fins recreativos.
Pouco depois, Balbo foi admitido entre os equestres, os homens mais poderosos de Roma que ainda não tinham alcançado posições políticas, já muito próximas, material e politicamente, do patriciado. Este foi um passo importante para a inserção da família na sociedade romana, composta por patrícios, equestres e ainda muitos plebeus ricos, pois ajudava muito na administração das minas que eram, há muito tempo, a fonte do sustento e da riqueza da família.
Mas Balbo era prudente demais para limitar-se a um patrono e, por isso, tentou também conseguir a amizade de Júlio César durante a ausência de Pompeu, que estava na Ásia lutando a Terceira Guerra Mitridática.

## Encontro com Júlio César

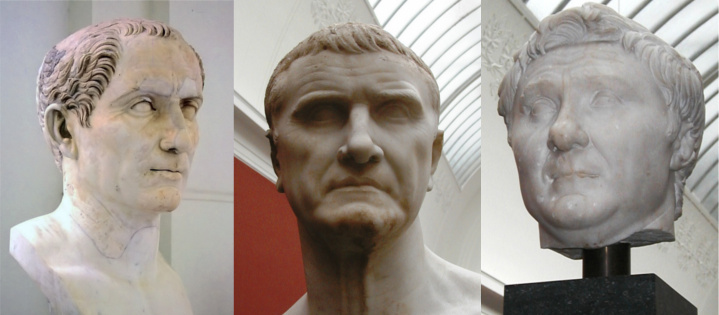
Primeiro Triunvirato: Júlio César, Pompeu e Crasso. Balbo primeiro se aliou a Pompeu, mas, durante a Terceira Guerra Mitridática, caiu nas graças de César, o que o colocou do lado vencedor da guerra civil

Balbo conheceu César quando ele foi questor da Hispânia Ulterior em 69 a.C., um encontro que seria crucial para seu futuro, já que ele conseguiu tornar-se conselheiro e amigo do futuro ditador. Foi com Balbo que César foi ao templo de Hércules-Melcarte em Gades para rezar perante à divindade fenícia e, segundo Suetônio, César, "ao contemplar uma estátua de Alexandre Magno, se pegou a chorar, como se estivesse envergonhado de sua inatividade por não ter feito nada ainda que fosse digno de memória com a idade na qual Alexandre já havia conquistado toda a terra".
A amizade foi confirmada quando César retornou à província como propretor, em 61 a.C., quando forneceu o apoio da frota romana na campanha da Lusitânia, na qual Balbo foi um prefeito. Foi possivelmente nesta época que Balbo reafirmou sua antiga relação (e que mostrar-se-ia duradoura) com a futura colônia de Cáceres. Não apenas na colônia em si, mas nos arredores (como Aliseda), estão hoje minas que podem ter sido as de Balbo.
Em 60 a.C., Balbo já aparece em Roma como homem de confiança de Júlio César e contribuindo para o acordo que facilitou a formação do Primeiro Triunvirato entre César, Pompeu e Crasso. Nesta época, conheceu Cícero e o historiador Teófanes de Mitilene, um outro protegido de Pompeu, protegendo-os e apoiando-os. Em 59 a.C., Balbo estava no exército de César que lutou nas Guerras Gálicas, ainda como prefeito, funcionando como mensageiro de César com Roma, para onde viajava continuamente para informá-lo dos acontecimentos políticos na capital. Estes anos de trabalho duro, de financiar com sua fortuna as campanhas romanas e de criar um autêntico serviço secreto à disposição de Júlio César, lhe proporcionaram um papel fundamental na política romana da época, especialmente depois que o próprio Balbo articulou o Concílio de Luca, um pacto de paz entre os três triúnviros. Apesar disto, tanto poder também lhe causou problemas com os inimigos de César, que o acusaram de se apossar da cidadania romana em 55 a.C.. Sua defesa no processo foi conduzida por Cícero, que conseguiu sua absolvição, está relatada em seu discurso "Pro Balbo".

## Influência e legado

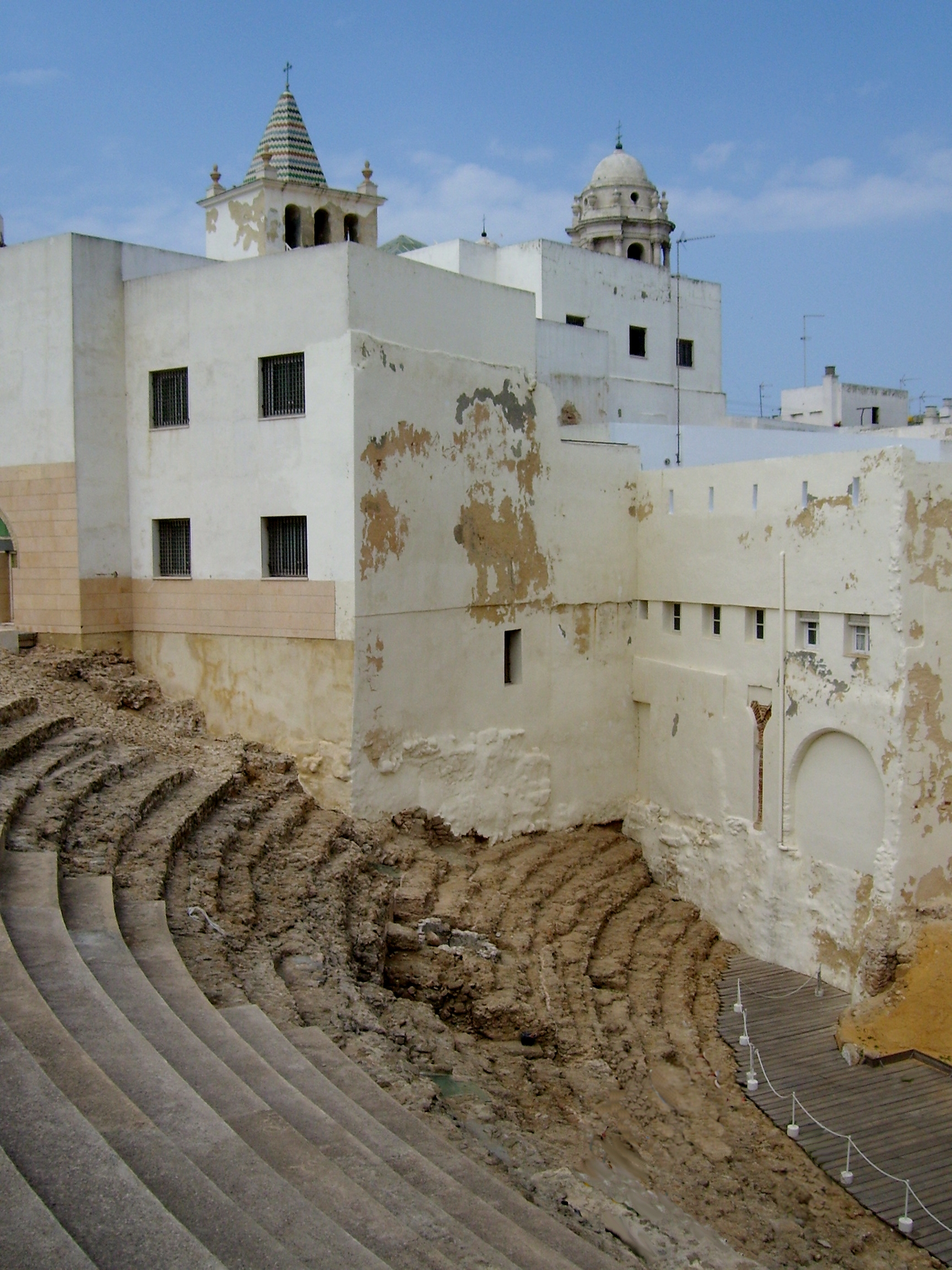
Teatro romano de Cádis

Balbo foi eleito patrono de Gades e, em Roma, herdou por testamento o patrimônio de Teófanes de Mitilene. Encarregado das propriedades privadas de César, Balbo administrou também o butim amealhado por ele em suas campanhas na Helvécia e na Gália.
Durante a guerra civil entre César e Pompeu, Balbo permaneceu neutro em Roma e, ainda que mantivesse contatos com o cônsul Lúcio Cornélio Lêntulo Crus, que era partidário de Pompeu, na realidade ajudou muito mais a causa de César. Conta-se que Balbo teria jantado com César, Salústio, Aulo Hírcio, Caio Ópio e Sérvio Sulpício Rufo na noite anterior à famosa travessia do Rubicão que deu início à sua invasão da Itália, em 10 de janeiro de 49 a.C.. Cícero, que Balbo queria que intermediasse uma paz entre César e Pompeu, depois de muita vacilação, finalmente deixou a Itália para se juntar aos pompeianos, mas regressou depois da Batalha de Farsalos (48 a.C.), retomando sua correspondência com Balbo, Cícero admitiu que foi convencido a tomar uma decisão errada e pediu-lhe que utilizasse sua influência sobre César para conseguir-lhe um perdão.
Derrotados os pompeianos na Batalha de Munda (45 a.C.), César, por intermédio de Balbo, outorgou a cidadania romana a todos os habitantes de Gades. É nesta ocasião que aparece nos registros pela primeira vez o seu sobrinho Lúcio Cornélio Balbo, o Jovem, que se destacou no exército romano.
De volta a Roma e depois do assassinato de César, em 15 de março de 44 a.C., Baldo ficou em posição muito difícil. Acabou obrigado a fugir por alguns meses e foi um dos primeiros a se juntar a Otaviano em Neápolis. Também se reuniu com Cícero, que suspeitava, erroneamente, que Balbo era aliado de Marco Antônio.
Balbo, cuja boa sorte o colocou sempre do lado vencedor, acompanhou Otaviano até Roma e foi posteriormente recompensado por ele com os mais altos cargos do estado. Não se sabe quando foi pretor e propretor. Quando Otaviano e Marco Antônio chegaram num acordo em 40 a.C., os dois terminaram antecipadamente o consulado dos dois cônsules daquele ano, Cneu Domício Calvino e Caio Asínio Polião, e nomearam Balbo e Públio Canídio Crasso como cônsules sufectos. Balbo foi o primeiro não-italiano a chegar ao posto. Pouco depois, Balbo se retirou da política ativa e passou a apoiar seu sobrinho, mas não se sabe a data de sua morte. Em testamento, deixou a cada cidadão romano a quantia de vinte denários, o que revela que ele não tinha filhos.
Balbo foi o autor de um diário chamado "Ephemeris", hoje perdido, que anotava os acontecimentos mais importantes de sua vida e da vida de César. Balbo foi o responsável de que "Commentarii de Bello Gallico" fosse terminada e, por isso, o oitavo livro, escrito Hírcio, provavelmente por instigação sua, foi dedicado a ele. É considerado ainda o autor de Bellum Hispaniense.